# Amblystegium subtrifarium
Amblystegium subtrifarium är en bladmossart som beskrevs av Brotherus in B. Fedchenko 1902. Amblystegium subtrifarium ingår i släktet Amblystegium och familjen Amblystegiaceae. Inga underarter finns listade i Catalogue of Life.